# 봉화 도암정
도암정(陶巖亭)은 대한민국 경상북도 봉화군 봉화읍 거촌리에 있는 건축물이다. 1984년 12월 29일 경상북도의 민속문화재 제54호로 지정되었다.

## 개요
조선시대의 문신 황파 김종걸이 효종 1년(1650) 무렵에 세운 정자로 당대 유림들의 교유, 토론, 풍류를 위해 지었다고 한다.
앞면 3칸·옆면 2칸 크기이며 지붕은 옆면이 여덟 팔(八)자 모양과 비슷한 팔작지붕이다. 간결하게 꾸민 건물로 가운데 칸은 마루를 놓았고 양쪽에 온돌방을 두었다. 누마루 주변에는 난간을 설치하였다.
정자 앞의 연못, 인공섬, 큰 바위들과 노송 등 주변 경관과 정자가 잘 어우러져 당시 양반들의 안목을 엿볼 수 있는 곳이다.

## 참고 자료
- 도암정 - 국가유산청 국가유산포털